# Terry Riley
Terry Riley (Colfax, Califórnia, 24 de junho de 1935) é um compositor americano associado à escola minimalista.

## Discografia selecionada
- In C (1964)
- A Rainbow in Curved Air (1967)
- Poppy Nogood and the Phantom Band (1968)
- Shri Camel (1980)
- The Harp of New Albion (1986)
- Salome Dances for Peace
- Chanting the Light of Foresight
- Sun Rings,  para o Kronos Quartet
- Church of Anthrax, com John Cale
- The Cusp of Magic, para Kronos Quartet e Wu Man (2008).